# Éterville
Éterville – miejscowość i gmina we Francji, w regionie Normandia, w departamencie Calvados.
Według danych na rok 1990 gminę zamieszkiwało 766 osób, a gęstość zaludnienia wynosiła 157 osób/km² (wśród 1815 gmin Dolnej Normandii Éterville plasuje się na 296. miejscu pod względem liczby ludności, natomiast pod względem powierzchni na miejscu 893.).